# Omgevingsdienst Groningen
De Omgevingsdienst Groningen is een omgevingsdienst in de provincie Groningen.

## Geschiedenis
In 2024 was er aandacht voor personeelstekorten bij de Omgevingsdienst Groningen. In februari 2025 werd duidelijk dat het invoeren van een nieuw toezichtsysteem is mislukt. Staatssecretaris Chris Jansen heeft aangegeven dat als Omgevingsdienst Groningen in 2026 onvoldoende robuust is, zij zal moeten fuseren met een andere omgevingsdienst.

## Werkgebied
De omgevingsdienst werkt in opdracht van de provincie Groningen en alle gemeenten aldaar.
Daarnaast is de omgevingsdienst bevoegd om toezicht te houden op alle Seveso-instellingen in de provincies Groningen, Friesland en Drenthe.